# Grey-Syndrom
Das Grey-Syndrom oder Gray-Syndrom beschreibt ein Krankheitsbild bei Früh- und Neugeborenen.
Zu Grunde liegt eine Störung des Stoffabbaus (genauer: der Glucuronidierung) durch Unreife der kindlichen Enzyme in der Leber (unreife Leber).
Die Glucuronidierung funktioniert erst ab etwa dem 3. Lebensmonat, gerechnet ab dem erwarteten Geburtstermin, was bei Frühgeburten zu berücksichtigen ist.
Das Grey-Syndrom äußert sich in aschgrauem Hautcolorit (daher der Name), Temperatursturz, Erbrechen, Zyanose, Atemdepression, Nahrungsverweigerung, Kreislaufversagen. Unter Umständen kann der Krankheitsverlauf tödlich sein.
Die Therapie besteht aus dem sofortigen Absetzen des auslösenden Medikamentes (meist Chloramphenicol).